# Otto Baxa
Otto Baxa (* 20. Mai 1898 in Wien; † 19. Mai 1982 in Wiener Neustadt) war ein österreichischer Schriftsteller.

## Leben
Baxa wurde in Wien als Sohn eines Tierarztes geboren und besuchte das Gymnasium in Wiener Neustadt. Er geriet im Ersten Weltkrieg im Jahre 1918 in italienischen Kriegsgefangenschaft und besuchte ab 1919 wieder die Universität. Er unterrichtet als Professor für Deutsch, Französisch und Philosophie zuerst in Rust, danach in Eisenstadt, danach in Wiener Neustadt. Von 1929 bis 1935 war er Professor für Deutsch in Trapezund in der Türkei. Ab 1939 leistete er im Zweiten Weltkrieg Kriegsdienst und geriet in französische Kriegsgefangenschaft. Danach war er Lehrer an einer Privatschule in der Schweiz. Ab 1979 lebte Baxa wieder in Wiener Neustadt.

## Publikationen
- Bild und Künstler. Ein Beitrag zur Metaphysik des Stils. Diss., Universität Wien, 1922.
- Raimund in Pottenstein. Ein romantisches Schauspiel. 1936.
- Tulpen und Rosen. Lyrik. Übersetzungen. 1937.
- Herzogin Wanda. Vorarlberger Heimatspiel. 1952.
- Däumlinchen. Märchenoper. 1954.
- Es sind weitere Werke als Manuskripte vorhanden.

## Übersetzungen
- Peyami Safa: Zwischen Ost und West. Übersetzung aus dem Türkischen von Otto Baxa, Roman, Payne, Leipzig 1943.